# نشان شاهنشاهی دودمان پهلوی
نشان شاهنشاهی دودمان پهلوی یکی از نشان‌های دولتی ایران در دوره پهلوی می‌باشد. این نشان در زمان پادشاهی رضاشاه طراحی گردید و بیشتر به عنوان نشان نظامی بر روی پرچم‌های نظامی و دریایی ایران کاربرد داشت. نقش این نشان همچنین بر روی برخی از سکه‌های این دوره نیز دیده می‌شود.

## تاریخچه
این نشان بر پایه نشان مشابه‌ای که در دوره قاجار استفاده می‌شد طراحی گردید و تفاوت اساسی آن با نشان پیشین وجود تاج پهلوی در این نشان به جای تاج کیانی و داشتن خورشیدی ساده به جای خورشید زنانه قاجاری بود.
پس از انقلاب اسلامی سال ۱۳۵۷ خورشیدی نسخه بدون تاج این نشان برای مدت کوتاهی در دوره دولت موقت به عنوان پرچم نیروی دریایی مورد استفاده قرار می‌گرفت.

## نگارخانه

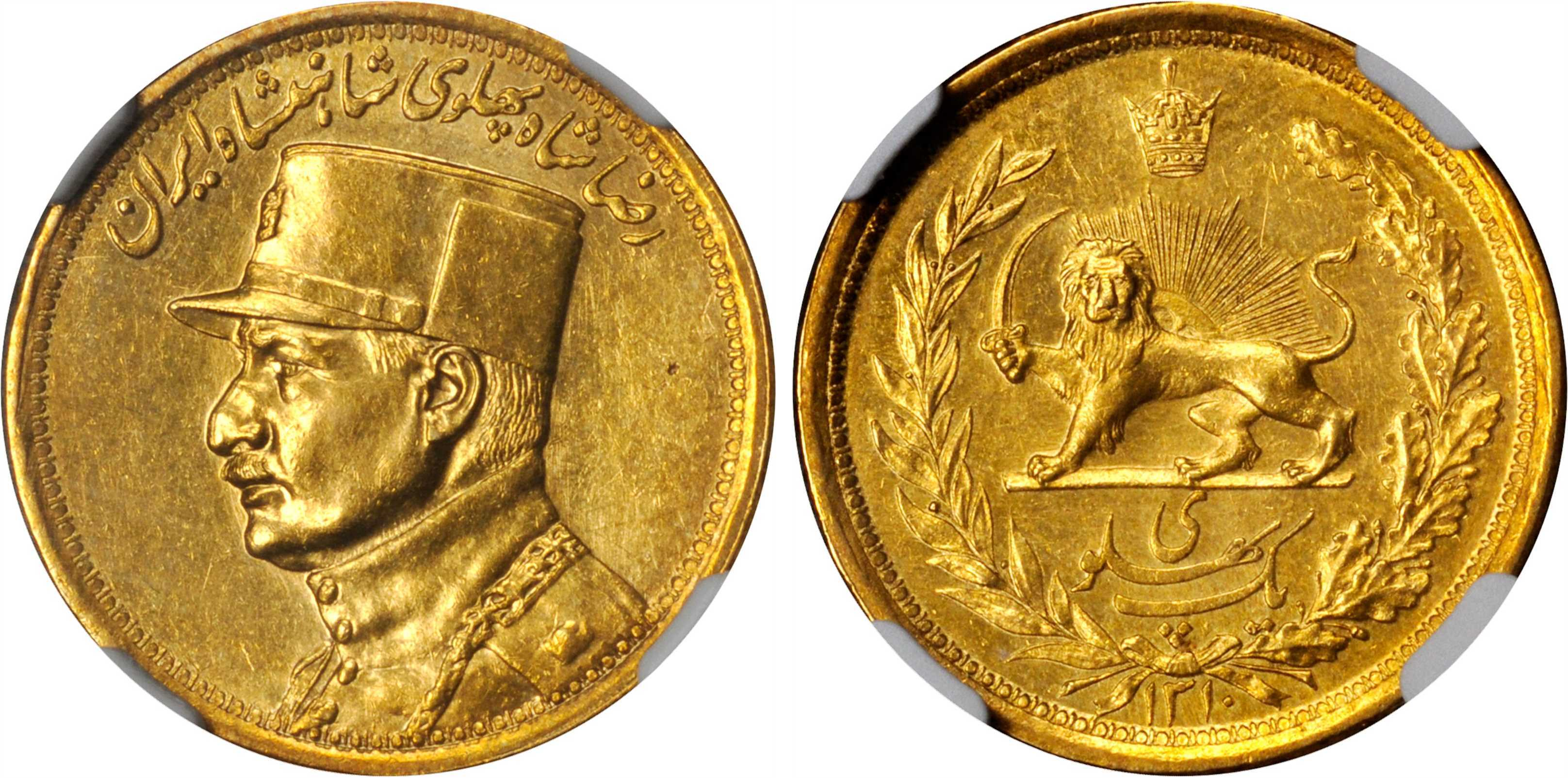
نشان شاهنشاهی دودمان پهلوی پشت سکه یک پهلوی رضاشاه که با استاندارد سکه دریک هخامنشی در سال ۱۳۱۰ خورشیدی ضرب گردید.
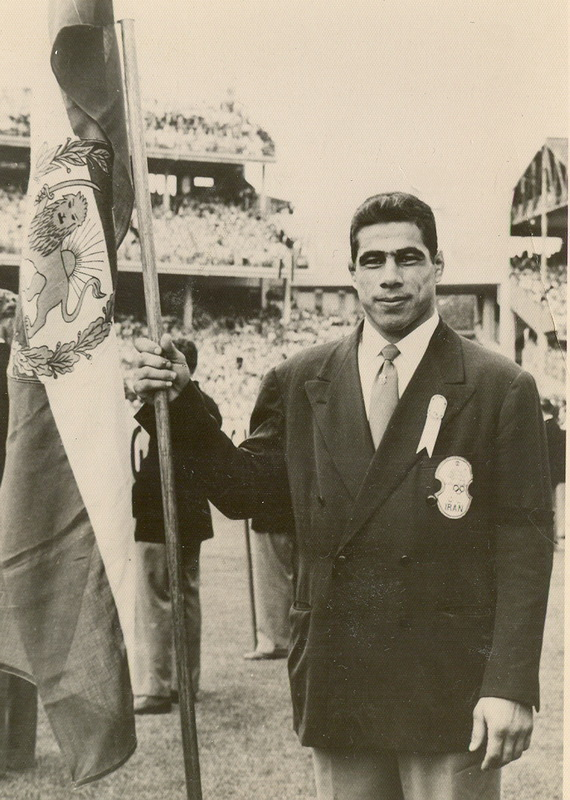
نگاره غلامرضا تختی با پرچمی مزین به نشان شاهنشاهی دودمان پهلوی در دست